# George Watters II
George Watters II (* 19. September 1949 in Los Angeles, Kalifornien) ist ein US-amerikanischer Tontechniker, der zweimal den Oscar für die beste Toneffekte gewann.

## Leben
1973 begann Watters seine Karriere bei Paramount Pictures, wo er zuerst an Fernsehsendungen arbeitete, bevor er zu Filmen wechselte.
1978 arbeitete er im Film American Hot Wax erstmals als Supervising Sound Editor.
1992 verließ er Paramount und arbeitete in der Folge bei Universal Studios, Warner Brothers, 20th Century Fox und Walt Disney Studios.
Schwerpunktmäßig arbeitet er mit dem Produzenten Jerry Bruckheimer zusammen.
Watters ist verheiratet und hat zwei Töchter.

## Filmografie (Auswahl)
- 1986: Top Gun – Sie fürchten weder Tod noch Teufel (Top Gun)
- 1990: Jagd auf Roter Oktober (The Hunt for Red October)
- 1991: Star Trek VI: Das unentdeckte Land (Star Trek VI: The Undiscovered Country)
- 1995: Crimson Tide – In tiefster Gefahr (Crimson Tide)
- 1998: Armageddon - Das jüngste Gericht  (Armageddon)
- 2001: Pearl Harbor (Pearl Harbor)
- 2010: Prince of Persia: Der Sand der Zeit (Prince of Persia: The Sands of Time)
- 2011: Pirates of the Caribbean – Fremde Gezeiten (Pirates of the Caribbean: On Stranger Tides)

## Auszeichnungen
- 1990: Oscar für die besten Toneffekte
- 2001: Oscar für die besten Toneffekte
- 1986: Oscarnominierung für die besten Toneffekte
- 1991: Oscarnominierung für die besten Toneffekte
- 1995: Oscarnominierung für die besten Toneffekte
- 1998: Oscarnominierung für die besten Toneffekte
- 2003: Oscarnominierung für die besten Toneffekte
- 1986: Oscarnominierung für die besten Toneffekte

- British Academy Film Award/Bester Ton: BAFTA-Nominierung für die besten Toneffekte 1991, 2004 und 2007

- Golden Reel Awards der MPSE: Viermaliger Gewinner

- 2007: Nominierung für den Besten Tonschnitt bei den Satellite Awards

Außerdem erhielt Watters 2012 den Preis für sein Lebenswerk (Career Achievement Award) der Gilde der Filmeditoren (Motion Picture Sound Editors, MPSE).